# Rick Nash
Rick Nash, född 16 juni 1984, är en kanadensisk före detta professionell ishockeyspelare som spelade 15 säsonger i National Hockey League (NHL) för Columbus Blue Jackets, New York Rangers och Boston Bruins. Nash valdes av Blue Jackets som förste spelare totalt i NHL Entry Draft 2002, före spelare som Jay Bouwmeester och Kari Lehtonen. Innan NHL-draften så spelade han för London Knights i OHL där han under sina två säsonger noterades för 138 poäng på 112 matcher.  

## Spelarkarriär

### Columbus Blue Jackets
Nash visade att han var en produktiv poänggörare under sina år i NHL. Han passerade 40-målsgränsen vid tre tillfällen, säsongen 2003–04 då han gjorde 41 mål och 57 poäng, 2008–09 då han gjorde 40 mål och 79 poäng, vilket även var hans främsta säsong rent poängmässigt och säsongen 2014-2015 då han gjorde 42 mål och 69 poäng. Han spelade i NHL All-Star Game vid totalt sex tillfällen: 2004, 2007, 2008 2009, 2011 och 2015.  Nash blev tilldelad utmärkelsen Maurice "Rocket" Richard Trophy, tillsammans med Ilja Kovaltjuk och Jarome Iginla, 2004 efter ha gjort flest mål i ligan.

### New York Rangers
23 juli 2012 bytte Columbus Blue Jackets bort Nash till New York Rangers mot Artem Anisimov, Brandon Dubinsky och Tim Erixon.

### Boston Bruins
Den 25 februari 2018 blev han tradad till Boston Bruins i utbyte mot ett draftval i första rundan 2018, ett draftval i sjunde rundan 2019, Matt Beleskey, Ryan Spooner och Ryan Lindgren.

## Landslaget
Under VM 2007 blev Nash utsedd till turneringens bästa spelare efter att bland annat ha gjort två mål i finalen mot Finland. Nash var även med i Kanadas OS-lag i Turin 2006 och i Vancouver 2010.

## Statistik

### Klubbkarriär
| 1999–00    | Toronto Marlboros AAA | GTHL       | 34   | 61  | 54  | 115 | 34  | —  | —  | —  | —  | —   |
| 1999–00    | Milton Merchants      | OPJHL      | 1    | 0   | 1   | 1   | 0   | —  | —  | —  | —  | —   |
| 2000–01    | London Knights        | OHL        | 58   | 31  | 35  | 66  | 56  | 4  | 5  | 3  | 8  | 18  |
| 2001–02    | London Knights        | OHL        | 54   | 32  | 40  | 72  | 88  | 12 | 20 | 19 | 39 | 121 |
| 2002–03    | Columbus Blue Jackets | NHL        | 74   | 17  | 22  | 39  | 78  | –  | –  | –  | –  | –   |
| 2003–04    | Columbus Blue Jackets | NHL        | 80   | 41  | 16  | 57  | 87  | –  | –  | –  | –  | –   |
| 2004–05    | HC Davos              | NLA        | 44   | 26  | 20  | 46  | 83  | 15 | 9  | 2  | 11 | 26  |
| 2005–06    | Columbus Blue Jackets | NHL        | 54   | 31  | 23  | 54  | 51  | –  | –  | –  | –  | –   |
| 2006–07    | Columbus Blue Jackets | NHL        | 75   | 27  | 30  | 57  | 73  | –  | –  | –  | –  | –   |
| 2007–08    | Columbus Blue Jackets | NHL        | 80   | 38  | 31  | 69  | 95  | –  | –  | –  | –  | –   |
| 2008–09    | Columbus Blue Jackets | NHL        | 78   | 40  | 39  | 79  | 52  | 4  | 1  | 2  | 3  | 2   |
| 2009–10    | Columbus Blue Jackets | NHL        | 76   | 33  | 34  | 67  | 58  | –  | –  | –  | –  | –   |
| 2010–11    | Columbus Blue Jackets | NHL        | 75   | 32  | 34  | 66  | 34  | –  | –  | –  | –  | –   |
| 2011–12    | Columbus Blue Jackets | NHL        | 82   | 30  | 29  | 59  | 40  | –  | –  | –  | –  | –   |
| 2012–13    | HC Davos              | NLA        | 17   | 12  | 6   | 18  | 8   | –  | –  | –  | –  | –   |
| 2012–13    | New York Rangers      | NHL        | 44   | 21  | 21  | 42  | 26  | 12 | 1  | 4  | 5  | 0   |
| 2013–14    | New York Rangers      | NHL        | 65   | 26  | 13  | 39  | 36  | 25 | 3  | 7  | 10 | 8   |
| 2014–15    | New York Rangers      | NHL        | 79   | 42  | 27  | 69  | 36  | 19 | 5  | 9  | 14 | 4   |
| 2015–16    | New York Rangers      | NHL        | 60   | 15  | 21  | 36  | 30  | 5  | 2  | 2  | 4  | 4   |
| 2016–17    | New York Rangers      | NHL        | 67   | 23  | 15  | 38  | 26  | 12 | 3  | 2  | 5  | 4   |
| 2017–18    | New York Rangers      | NHL        | 60   | 18  | 10  | 28  | 24  | —  | —  | —  | —  | —   |
| 2017–18    | Boston Bruins         | NHL        | 11   | 3   | 3   | 6   | 4   | 12 | 3  | 2  | 5  | 10  |
| NHL totalt | NHL totalt            | NHL totalt | 1060 | 437 | 368 | 805 | 750 | 89 | 18 | 28 | 46 | 32  |

### Internationellt

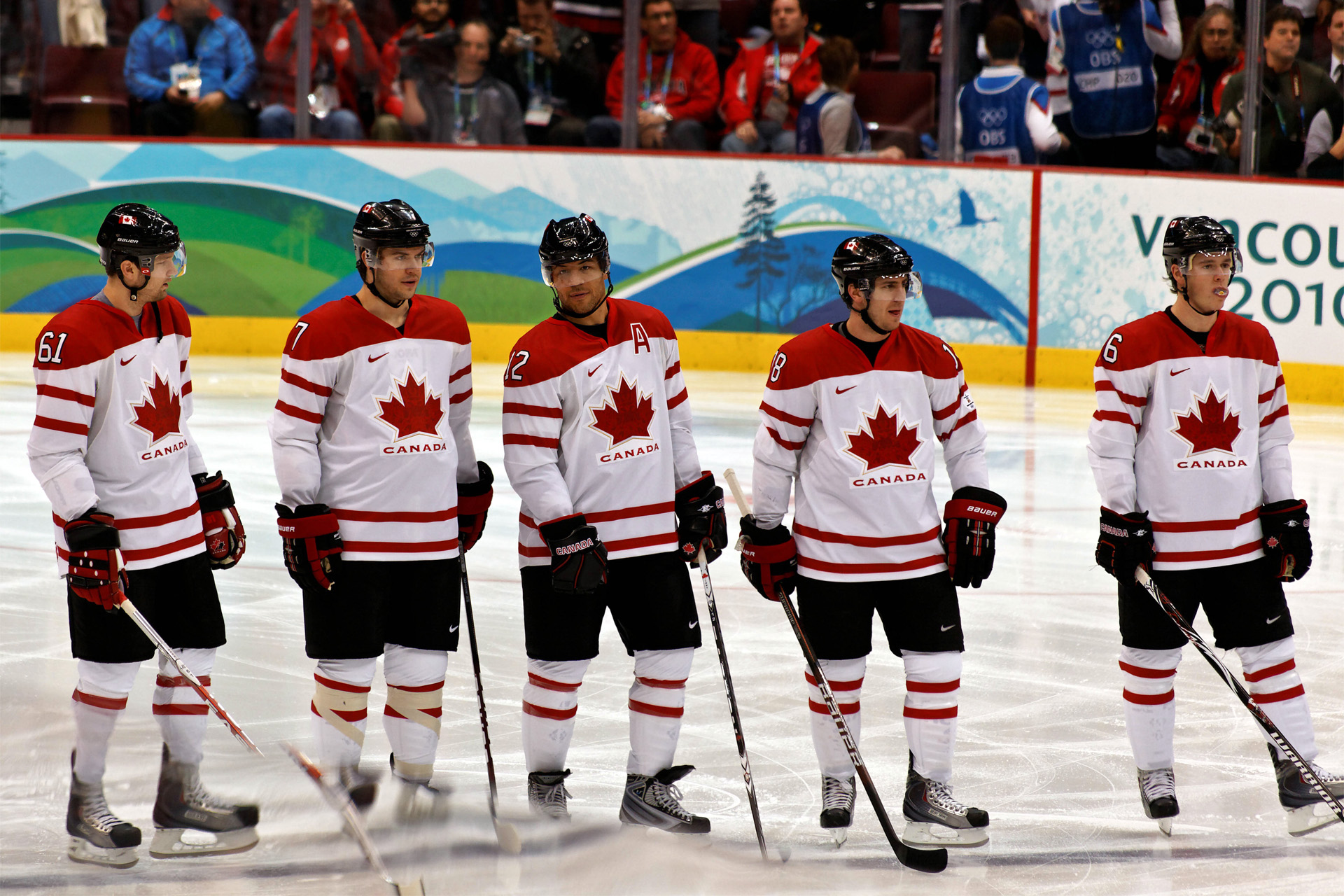
Rick Nash, längst till vänster, under OS i Vancouver 2010.

| År            | Lag            | Turnering     |    | Matcher | Mål | Assist | Poäng | Utv |
| ------------- | -------------- | ------------- | -- | ------- | --- | ------ | ----- | --- |
| 2001          | Canada Ontario | U17           | 6  | 6       | 2   | 8      | 8     |     |
| 2002          | Kanada         | JVM           | 7  | 1       | 2   | 3      | 2     |     |
| 2005          | Kanada         | VM            | 9  | 9       | 6   | 15     | 8     |     |
| 2006          | Kanada         | OS            | 6  | 0       | 1   | 1      | 10    |     |
| 2007          | Kanada         | VM            | 9  | 6       | 5   | 11     | 4     |     |
| 2008          | Kanada         | VM            | 9  | 6       | 7   | 13     | 6     |     |
| 2010          | Kanada         | OS            | 7  | 2       | 3   | 5      | 0     |     |
| 2011          | Kanada         | VM            | 7  | 2       | 3   | 5      | 2     |     |
| 2014          | Kanada         | OS            | 6  | 0       | 1   | 1      | 2     |     |
| Junior totalt | Junior totalt  | Junior totalt | 13 | 7       | 4   | 11     | 10    |     |
| Senior totalt | Senior totalt  | Senior totalt | 53 | 25      | 26  | 51     | 32    |     |

## Meriter
OHL
- OHL All-Rookie Team – 2001
- Emms Family Award (årets rookie) – 2001

CHL
- CHL All-Rookie Team – 2001

NHL
- NHL All-Rookie Team – 2003
- Maurice "Rocket" Richard Trophy, delad med Ilja Kovaltjuk och Jarome Iginla – 2004
- NHL All-Star Game – 2004, 2007, 2008, 2009, 2011, 2015

Internationellt
- VM-guld – 2007
- VM:s mest värdefulla spelare – 2007
- VM All-Star Team – 2007, 2008
- OS-guld – 2010, 2014